# Hato Pilón
Kaninbotdä o Hato Pilón es un corregimiento del distrito de Mironó en la comarca Ngäbe-Buglé, República de Panamá. La localidad tiene 2.356 habitantes (2010).

## El topónimo
Kaninbotdä deriva del ngäbere y significa junto a la quebrada que canta.